# Chlamydomonas mucicola
Chlamydomonas mucicola là một loài tảo trong họ Chlamydomonadaceae, thuộc chi Chlamydomonas.